# Faurea rochetiana
Faurea rochetiana là một loài thực vật có hoa trong họ Quắn hoa. Loài này được (A.Rich.) Chiov. ex Pic.Serm. miêu tả khoa học đầu tiên năm 1950.